# Pěnkavčí vrch (Karkonosze)
Pěnkavčí vrch (niem. Pinkenberg) – szczyt w Karkonoszach w północnej części grzbietu Růžohorská hornatina.

## Opis
Pěnkavčí vrch położony jest w bocznym odgałęzieniu biegnącym od szczytu Śnieżki łukiem, najpierw w kierunku południowym, później południowo-wschodnim i wschodnim, wreszcie kawałek w kierunku północno-wschodnim, na jego zakończeniu. Oddziela ono dolinę Jeleniego Potoku (Lví důl i Jelení důl) na wschodzie i północnym wschodzie od doliny Úpy na zachodzie i południu. 

## Wody
Masyw odwadniany jest przez lewe dopływy Úpy. Północne zbocza odwadnia Messnerova strouha i Jelení potok, dopływ Malé Úpy, wschodnie Malá Úpa, a południowe Úpa.

## Roślinność
Wierzchołek i stoki porośnięte lasami, głównie monokulturą świerkową. Niżej polany i pojedyncze zabudowania.

## Ochrona przyrody
Cały masyw leży w obrębie czeskiego Karkonoskiego Parku Narodowego (Krkonošský národní park, KRNAP).

## Turystyka
Przez szczyt nie przechodzi żaden szlak turystyczny. Południowo-zachodnim zboczem przebiega   żółty szlak turystyczny z miejsca, gdzie Malá Úpa uchodzi do Úpy (Na křižovatce) na Śnieżkę, natomiast północnym   zielony szlak turystyczny z przysiółka Dolní Malá Úpa do Portášovy boudy.